# Fath Union Sports (omnisports)
Cet article concerne le club omnisport. Pour les autres sections, voir Catégorie:FUS de Rabat.
Le Fath Union Sports (en arabe : إتحاد الفتح الرياضي), connu plus couramment sous le nom du FUS de Rabat, est un club sportif marocain réunissant 12 disciplines, du football à la natation en passant par le jeu d’échecs.

## Histoire
Fondé en 1946, le Fath Union Sport est l’un des plus anciens omnisports clubs du royaume. Au fil des années, l’USRS rassemble des nationalistes et militants d’un Maroc indépendant. Lors du soulèvement national de 1944, l’armée française dissout le club et barricade ses infrastructures. Constatant d’un côté que la sensibilité politique peut être transmise à travers le sport, et de l’autre que le football est devenu le sport le plus populaire au Maroc, les membres du club de l’USRS créent plusieurs équipes de quartier qui se réunissent le 10 avril 1946 sous l’association Fath Union Sport (FUS).
Le club a ensuite longtemps été soutenu par le prince Moulay Abdellah, frère de Hassan II, qui en était le président d’honneur.
Au début des années 1990, le FUS Rabat est sponsorisé par la Caisse de dépôt et de gestion, et présidé par Abdelkrim Bennani, secrétaire particulier du roi Hassan II.
En juillet 2003, le Tihad Sportif Club (TSC) et le FUS annoncent la fusion de leurs équipes de football, une fusion qui sera finalement rejetée par les instances fédérales marocaines. Durant cette période, des problèmes de gestion apparaissent et la situation économique du club, comme ses résultats sportifs et infrastructures, se dégrade fortement. Le club tombe en deuxième division.
En 2008, Mounir El Majidi, le secrétaire particulier du roi Mohammed VI, est élu président du FUS Omnisports de Rabat. Il fait adopter un programme d’urgence et instaure une nouvelle gouvernance : refonte des statuts et du règlement intérieur, élaboration d’un manuel de procédure pour homogénéiser les méthodes de gestion, rééquilibrage des forces entre chaque sport représenté, rénovation et achat des complexes sportifs disponible, et refonte du logo,. Deux entités juridiques sont alors créées : FUS Gestion SA pour gérer les infrastructures du club en 2009, et FUS développement SA pour développer le patrimoine du club en 2010 ces deux sociétés sont contrôlées en majorité par un bureau directoire composé du Groupe CDG, ONCF et Electroplanet . En 2011, le siège du FUS, ainsi que 15 des 18 sections du club, déménagent dans le complexe prince Moulay El hassan .
Mounir Majidi est réélu président du FUS en mars 2014,.

## Organisation et sections
La devise du FUS de Rabat est Sport - Éducation - Moralité. Il est le seul club du pays autorisé à intégrer dans son emblème le sigle royal de la couronne.
En 2009, le FUS Rabat regroupe 10 200 pratiquants autour de 12 sections, encadrés par 300 dirigeants et moniteurs . Les sections sportives sont :
- Football
- Basket-ball
- Handball
- Rugby
- Volley-ball
- Natation
- Athlétisme
- Tennis de table
- Judo
- Boxe
- Cyclisme
- Échecs

Ces sections bénéficient des infrastructures suivantes :
- Complexe Sportif Moulay-Abdallah
- Stade du FUS
- Salle Abderrahmane Bouânane
- Espace Tamejjajet[13]

Le FUS Rabat est également doté d'un centre de formation composé de 1000 élèves, dont 54 suivent une formation réservée à l'élite.

## Principaux titres remportés

### Basket masculin
- Championnat du Maroc : 1968, 1970, 1971, 1972, 1973, 1978, 1979, 1980, 1981, 1984, 1988, 1990, 1992, 1994, 1999, 2001, 2004
- Coupe du Trône : 1972, 1977, 1978, 1981, 1982, 1985, 1991, 2002, 2004

### Handball
- Championnat du Maroc : 1965, 1966, 1968, 1997, 1998, 1999, 2000
- Coupe du Trône : 1965, 1968

### Volley-ball
- Championnat du Maroc : 1999, 2000, 2003, 2006, 2009
- Coupe du Trône : 1997, 1999, 2001, 2002, 2009 , 2011
- Super-Coupe : 1999, 2001, 2002, 2003, 2006

### Waterpolo
- Supercoupe du Maroc : 2019, 2022, 2023

### Athlétisme
- Coupe du Trône Senior : 2013, 2014

## Présidents successifs
- Mounir El Majidi : depuis 2007
- Abdelkrim Bennani : 1992 - 2007